# 2008년 한국프로야구 포스트시즌
2008 삼성 PAVV 프로야구 포스트시즌은 10월 8일부터 10월 31일까지 열렸다.
2008년 정규리그 3위 롯데 자이언츠와 4위 삼성 라이온즈가 5전 3선승제의 준 플레이오프를 치렀다. 준 플레이오프에서 롯데를 3전 전승으로 꺾고 플레이오프에 진출한 삼성 라이온즈는 2위 두산 베어스와 7전 4선승제의 플레이오프를 치렀다. 플레이오프 승자인 두산 베어스는 한국시리즈에 진출하여 정규리그 1위인 SK 와이번스와 우승을 놓고 다투었다. 그 결과, SK 와이번스가 두산 베어스를 상대로 4승 1패의 전적을 기록하며 우승을 차지했다.

## 준플레이오프

### 경기 기록
| 일시                                                              | 경기  | 원정팀(선공)  | 스코어 | 홈팀(후공)    | 개최 구장             | 개시 시각 | 관중수   | 경기 MVP               |
| ----------------------------------------------------------------- | ----- | ------------- | ------ | ------------- | --------------------- | --------- | -------- | ---------------------- |
| 10월 8일(수)                                                      | 1차전 | 삼성 라이온즈 | 12 - 3 | 롯데 자이언츠 | 사직야구장            | 18시 00분 | 30,000명 | 박석민 (삼성 라이온즈) |
| 10월 9일(목)                                                      | 2차전 | 삼성 라이온즈 | 4 - 3  | 롯데 자이언츠 | 사직야구장            | 18시 00분 | 30,000명 | 채태인 (삼성 라이온즈) |
| 10월 11일(토)                                                     | 3차전 | 롯데 자이언츠 | 4 - 6  | 삼성 라이온즈 | 대구시민운동장 야구장 | 14시 00분 | 12,000명 | 조동찬 (삼성 라이온즈) |
| 승리팀 : 삼성 라이온즈, 준플레이오프 MVP : 진갑용 (삼성 라이온즈) |       |               |        |               |                       |           |          |                        |

### 1차전
10월 8일 - 사직야구장
| 팀                                                          | 1 | 2 | 3 | 4 | 5 | 6 | 7 | 8 | 9 | R  | H  | E | B |
| 삼성 라이온즈 ◄                                             | 0 | 0 | 7 | 0 | 2 | 0 | 3 | 0 | 0 | 12 | 19 | 0 | 7 |
| 롯데 자이언츠                                               | 0 | 1 | 0 | 0 | 2 | 0 | 0 | 0 | 0 | 3  | 9  | 1 | 1 |
| 승리 투수: 배영수 패전 투수: 송승준 세이브: 없음 홀드: 없음 |   |   |   |   |   |   |   |   |   |    |    |   |   |

- 시구 : 김용희 (前 롯데 자이언츠 감독)
- 1차전 MVP : 삼성 박석민 - 5타수 4안타 3타점

8년 만에 포스트 시즌에 진출한 롯데와 12년 연속으로 포스트 시즌에 이름을 올린 삼성의 대결은 큰 관심을 모았다. 선발투수로 롯데는 송승준을, 삼성은 배영수를 세웠다. 첫 득점은 롯데가 2회말에 가르시아의 2루타로 만들어진 2사 2루의 기회를 손광민이 적시타를 치면서 올렸다.
그러나 삼성은 바로 이어진 3회 공격때 무려 7점을 득점한다. 선두타자 박한이의 2루타에 이어서 박석민이 중전안타를 치면서 바로 동점을 이루었다. 삼성의 공격은 여기서 그치지 않았다. 1사 만루의 기회때 박진만의 중견수방향 희생 플라이로 역전에 성공했고, 채태인의 적시타가 계속해서 이어지면서 3점째 득점을 올렸다. 이에 롯데는 선발 송승준을 강판시키고 이용훈을 구원투수로 올렸다. 그러나 이용훈은 2연속 볼넷을 내주며 밀어내기로 1점을 헌납하였고, 3회에만 두 번째로 타석에 들어선 박한이에게 2타점 적시타를 허용했고 다음 타자인 박석민에게 다시 1타점을 내주면서 사실상 승부가 기울었다.
5회초에 삼성은 2사 만루 상황에서 양준혁의 2타점 적시타로 2점을 추가했다. 롯데는 바로 이어진 5회말 무사 1루 상황에서 터진 박기혁의 1타점 2루타와 1사 2루 상황에서 나온 김주찬의 1타점 안타로 2점을 만회했으나, 이후 더 이상 득점을 올리지 못했다. 삼성은 7회 1사 1,2루때 박석민이 1타점 좌전 안타를 쳐냈고, 양준혁이 볼넷을 얻어 만들어진 1사 만루에서 진갑용의 2타점 적시타를 치면서 득점 행진을 12점으로 끝냈다.
삼성 선발 배영수는 5이닝동안 6피안타 3자책점 2탈삼진을 기록해 준 플레이오프 첫 경기의 승리투수가 되었고, 반면에 롯데 송승준은 2⅔이닝 7피안타 6자책점으로 무너지면서 패전투수가 되었다. 삼성은 이날 롯데를 상대로 19안타를 치면서 롯데를 완전히 제압하는 데 성공했다. 지금까지 준 플레이오프 첫 경기를 이긴 팀이 100%로 플레이오프에 진출했기 때문에, 삼성은 플레이오프 진출의 유리한 고지를 먼저 점하게 되었다.

### 2차전
10월 9일 - 사직야구장
| 팀 | 1 | 2 | 3 | 4 | 5 | 6 | 7 | 8 | 9 | R | H  | E | B |
| 삼성 라이온즈 ◄ | 0 | 1 | 0 | 1 | 0 | 0 | 2 | 0 | 0 | 4 | 9  | 0 | 8 |
| 롯데 자이언츠 | 0 | 0 | 1 | 0 | 1 | 0 | 0 | 0 | 1 | 3 | 12 | 0 | 1 |
| 승리 투수: 정현욱 패전 투수: 강영식 세이브: 오승환 홀드: 권혁, 안지만 홈런: 삼성 – 채태인 (손민한을 상대로 4회 1점) |   |   |   |   |   |   |   |   |   |   |    |   |   |

- 시구 : 배우 강수연 / 시타 : 김동호 부산국제영화제(PIFF) 조직위원장
- 2차전 MVP : 삼성 채태인 - 4회 솔로 홈런 포함, 3타수 2안타 1타점

롯데는 2차전에 에이스인 손민한을, 삼성은 용병 에니스를 선발투수로 등판시켰다. 첫 득점은 삼성에서 나왔다. 2회초 2사 1,2루 상황에서 나온 조동찬의 적시타로 1점을 먼저 득점했다. 그러나 3회말에 롯데가 1사 1,2루 기회때 나온 이대호의 우익수앞 적시타로 1점을 만회했다. 그러자 삼성은 바로 이어진 4회초 공격 2사 주자 없는 상황에서 터진 채태인의 우월 솔로 홈런으로 다시 1점을 앞서나갔다. 롯데는 5회말 무사 1,3루때 조성환의 병살타를 틈타 3루주자가 홈을 밟으면서 다시 동점을 만드는 데 성공했다.
승부는 7회초에 갈렸다. 삼성은 박석민의 안타와 양준혁의 2루타, 진갑용의 고의 4구로 무사 만루의 기회를 만드는 데 성공했지만, 다음 타자가 내야플라이를 치면서 1사 만루의 상황이 되었다. 롯데는 투수를 강영식에서 최향남으로 바꾸면서 이번 이닝을 무실점으로 넘기기 위해 노력했다. 그러나 삼성은 박진만의 좌중간 2타점 2루타로 점수를 4:2로 만들면서 승부를 삼성 쪽으로 몰고 갔다.
롯데는 9회말 1사 2루때 터진 김주찬의 1타점 2루타로 한점을 만회하며 동점을 노렸지만, 후속 2타자가 삼진과 외야플라이로 물러나면서 경기는 그대로 끝나고 말았다. 3회말 2사 2,3루 2스트라이크 1볼 상황에서 구원 등판하여 위기를 잘 넘기는 등 활약을 한 삼성의 정현욱은 3⅓이닝 2피안타 1실점 4탈삼진을 기록하며 이 경기의 승리투수가 되었다. 플레이오프 진출에 필요한 3승중 2승을 먼저 거둔 삼성은 남은 3경기 중 1승만을 거두면 플레이오프 진출에 성공하게 되지만, 롯데는 남은 3경기를 모두 이겨야만 다음 라운드로 진출하게 되는 어려운 상황을 맞이하게 되었다.

### 3차전
10월 11일 - 대구시민운동장 야구장
| 팀 | 1 | 2 | 3 | 4 | 5 | 6 | 7 | 8 | 9 | R | H | E | B |
| 롯데 자이언츠 | 0 | 0 | 0 | 1 | 2 | 0 | 1 | 0 | 0 | 4 | 9 | 1 | 4 |
| 삼성 라이온즈 ◄ | 1 | 0 | 0 | 1 | 0 | 0 | 2 | 2 | X | 6 | 9 | 2 | 9 |
| 승리 투수: 조진호 패전 투수: 코르테스 세이브: 오승환 홀드: 김이슬, 염종석 홈런: 삼성 – 양준혁 (강영식 상대로 7회 2점) |   |   |   |   |   |   |   |   |   |   |   |   |   |

- 준 플레이오프 MVP : 삼성 진갑용
- 3차전 MVP : 삼성 조동찬 - 8회말 2타점 결승타
- 삼성 양준혁, 포스트 시즌 최고령 홈런 - 39세 4개월 15일

이날 경기의 선발로 롯데는 장원준을, 삼성은 윤성환을 등판시켰다. 삼성은 1회말 1사 만루 상황에서 얻은 밀어내기 볼넷으로 선취점을 따냈다. 이에 롯데는 4회초 2사 1,3루 상황에서 터진 강민호의 적시타로 동점을 만드는 데 성공했다. 그러자 삼성은 이어진 4회말 공격, 1사 만루에서 나온 최형우의 희생플라이로 다시 1점을 앞서나갔다.
그러나 롯데가 바로 다음 공격에서 2점을 따내며 역전에 성공한다. 선두타자 박기혁의 안타에 이어 김주찬이 1타점 2루타를 치며 동점을 만들어냈다. 삼성은 여기서 투수를 안지만으로 교체했지만, 롯데의 다음 타자인 이인구가 초구를 안타로 연결시키면서 3:2 역전에 성공했다. 롯데는 7회초 공격때 얻은 무사 1,2루의 찬스때, 이대호가 3루 땅볼을 쳤으나 삼성 3루수인 조동찬의 1루 악송구로 2루주자가 홈을 밟으며 한 점을 더 달아나면서 승부를 4차전으로 몰고 가는듯 했다.
삼성은 바로 이어진 7회말 1사 1루 상황에서 터진 양준혁의 2점 홈런으로 바로 동점을 만드는 데 성공했다. 8회말에 롯데는 투수를 마무리 코르테스로 바꾸며 승리에 대한 강한 의지를 보였다. 8회말 투아웃 이후에 삼성은 강봉규와 최형우의 연속 안타와 최형우의 도루로 만든 2,3루의 기회를 맞이하게 되었다. 이에 롯데는 타자를 고의4구로 출루시키며 2사 만루에서 조동찬과의 승부를 택했다. 그러나 조동찬은 2타점 적시타를 터뜨리면서 삼성의 플레이오프 진출을 사실상 확정시켰다. 9회에 삼성은 오승환을 등판시키며 승부를 마무리지었다.
삼성은 준 플레이오프 3연승으로 두산과의 플레이오프 준비를 여유있게 할 수 있게 되었고, 8년 만에 포스트 시즌에 진출한 롯데는 준 플레이오프에 만족해야만 했다. 준 플레이오프 MVP로는 3경기동안 삼성의 4번 타자로 출장해서 12타수 5안타 2타점을 올리고, 수비에선 투수들을 잘 리드하며 삼성을 3연승으로 이끈 포수 진갑용이 선정되었다.

## 플레이오프

### 경기 기록
| 일시                                                        | 경기  | 원정팀(선공)  | 스코어 | 홈팀(후공)    | 개최 구장             | 개시 시각 | 관중수   | 경기 MVP               |
| ----------------------------------------------------------- | ----- | ------------- | ------ | ------------- | --------------------- | --------- | -------- | ---------------------- |
| 10월 16일(목)                                               | 1차전 | 삼성 라이온즈 | 4 - 8  | 두산 베어스   | 서울종합운동장 야구장 | 18시 00분 | 30,500명 | 오재원 (두산 베어스)   |
| 10월 17일(금)                                               | 2차전 | 삼성 라이온즈 | 7 - 4  | 두산 베어스   | 서울종합운동장 야구장 | 18시 00분 | 30,500명 | 신명철 (삼성 라이온즈) |
| 10월 19일(일)                                               | 3차전 | 두산 베어스   | 2 - 6  | 삼성 라이온즈 | 대구시민운동장 야구장 | 13시 30분 | 12,000명 | 최형우 (삼성 라이온즈) |
| 10월 20일(월)                                               | 4차전 | 두산 베어스   | 12 - 6 | 삼성 라이온즈 | 대구시민운동장 야구장 | 18시 00분 | 12,000명 | 정재훈 (두산 베어스)   |
| 10월 21일(화)                                               | 5차전 | 두산 베어스   | 6 - 4  | 삼성 라이온즈 | 대구시민운동장 야구장 | 18시 00분 | 12,000명 | 김현수 (두산 베어스)   |
| 10월 23일(목)                                               | 6차전 | 삼성 라이온즈 | 2 - 5  | 두산 베어스   | 서울종합운동장 야구장 | 18시 00분 | 30,500명 | 이혜천 (두산 베어스)   |
| 승리팀 : 두산 베어스, 플레이오프 MVP : 이종욱 (두산 베어스) |       |               |        |               |                       |           |          |                        |

### 1차전
10월 16일 - 서울종합운동장 야구장
| 팀                                                          | 1 | 2 | 3 | 4 | 5 | 6 | 7 | 8 | 9 | R | H  | E | B |
| 삼성 라이온즈                                               | 0 | 0 | 4 | 0 | 0 | 0 | 0 | 0 | 0 | 4 | 7  | 3 | 4 |
| 두산 베어스 ◄                                               | 0 | 0 | 0 | 3 | 1 | 0 | 3 | 1 | X | 8 | 11 | 0 | 5 |
| 승리 투수: 정재훈 패전 투수: 권혁 세이브: 이재우 홀드: 없음 |   |   |   |   |   |   |   |   |   |   |    |   |   |

- 애국가 : 가수 바다
- 시타 : 가수 김장훈

- 1차전 MVP : 두산 오재원 - 4타수 2안타 1타점

양팀의 선발투수로 두산의 김선우, 삼성의 배영수가 등판하였다. 그러나 모두 승리요건인 5이닝을 넘기지 못하고 강판당했다. 고비 때마다 제구력이 흔들리거나 난타당했기 때문이다. 두산 김선우는 3회초 무사 만루 상황에서 양준혁, 진갑용에게 연속 적시타를 맞고 4실점한 후 강판되었고, 삼성 배영수도 3회까지 무실점으로 호투했으나 4회부터 희생타로 1점을 내주더니 2사 1루 상황에서 고영민, 이대수에게 차례로 안타를 맞고 3실점하며 강판되었다.
5회말 두산은 삼성의 바뀐 투수 정현욱을 상대로 전상렬의 안타를 시작으로 후속타자 이종욱, 오재원이 연속으로 안타를 기록하면서 동점을 만들었다. 계속되는 동점 상황이 7회까지 이어졌는데 7회말 선두타자 이종욱, 오재원, 김현수가 연속 볼넷으로 출루하면서 무사 만루 상황이 되었고, 이때 김동주, 홍성흔의 연속 희생타로 역전에 성공, 6-4로 앞서 나갔다. 다음 타자 고영민은 삼성 안지만의 초구를 때렸으나 유격수앞 땅볼이 되었는데 이때 삼성 박진만의 어이없는 실책으로 추가 득점에 성공한다.
8회말 두산은 채상병의 안타 후 후속 타자의 희생번트로 1사 2루 상황에서 타석에 등장한 이종욱은 우익수 키를 넘기는 3루타를 쳐내며 결승점을 뽑아내는 데 성공한다.
이 날 경기에서 삼성의 박진만은 상대선수의 1회 타격에서 2실책을 기록하였다. 7회말 2사 주자 2루 상황에서 두산 고영민이 친 유격수앞 땅볼을 잡다가 놓친 다음 고개를 떨구며 자책하고 있었는데 이때 2루에서 3루로 달리던 김현수가 홈으로 쇄도하여 두산이 1득점을 올리는 빌미를 제공한 것이다. 따라서 1루 송구실책과 홈 송구실책을 동시에 범한 것으로 2실책이 된 것이다. 삼성 최형우 또한 고영민의 우익 선상의 안타가 나올 때 공을 더듬는가 하면 6회말 이대수에게 안타를 맞을 때에도 2루타성 타구를 더듬다 3루를 내주는 보이지 않는 실책을 범한 것이다. 8회말에는 이종욱의 타구를 낙하지점 판단 착오로 놓치는 바람에 3루타를 허용하는 빌미를 제공하여 이 날 경기에서 나온 2개의 3루타와 이대수의 2루타가 모두 그의 판단 착오에서 나오는 결과를 제공하였다.
두산은 김선우가 3회 강판당한 후 이혜천이 상대타자 최형우를 상대로 힛바이 피치드볼을 내주며 불안했으나 바뀐 투수 정재훈이 2 2/3이닝동안 1안타 무실점의 호투로 분전하며 1승을 챙겼고, 8회초부터 등판한 이재우가 2이닝 동안 1안타 무실점으로 세이브를 기록하였다.

### 2차전
10월 17일 - 서울종합운동장 야구장
| 팀                                                            | 1 | 2 | 3 | 4 | 5 | 6 | 7 | 8 | 9 | 10 | 11 | 12 | 13 | 14 | R | H  | E | B  |
| 삼성 라이온즈 ◄                                               | 0 | 0 | 0 | 1 | 0 | 0 | 3 | 0 | 0 | 0  | 0  | 0  | 0  | 3  | 7 | 12 | 0 | 11 |
| 두산 베어스                                                   | 0 | 0 | 3 | 0 | 0 | 0 | 1 | 0 | 0 | 0  | 0  | 0  | 0  | 0  | 4 | 11 | 0 | 2  |
| 승리 투수: 오승환 패전 투수: 금민철 세이브: 없음 홀드: 김상현 |   |   |   |   |   |   |   |   |   |    |    |    |    |    |   |    |   |    |

- 애국가 : 가수 BMK
- 시구 : 장미란 (2008 베이징올림픽 역도 금메달리스트)
- 2차전 MVP : 삼성 신명철 - 3타수 1안타 2타점
- 역대 포스트 시즌 최장경기 기록 : 5시간 7분 (18:00 ~ 23:07)

양팀 선발로 두산은 외국인선수 맷 랜들을, 삼성도 외국인선수 존 에니스를 내세웠다. 전날과 마찬가지로 두 선발투수는 승리요건을 채우지 못하고 각각 4이닝과 3이닝만에 마운드를 내려왔다.
3회말 두산이 먼저 선취점을 뽑았다. 1사 주자 2,3루 상황에서 타석에 들어선 두산 오재원이 삼성 에니스를 상대로 우중월 3루타를 터뜨려 2타점을 기록하였고, 고영민의 유격수앞 땅볼때 홈을 밟아 점수를 순식간에 3-0으로 앞서나가기 시작했다. 그러나 삼성도 이에 질세라 4회초에 1사 만루 상황에서 등장한 박진만의 좌익수앞 희생플라이로 1점을 만회하였다. 그러다 7회초 삼성 공격에서 박한이가 투수앞 땅볼을 때렸으나 1루수 오재원이 베이스를 찍지 않는 바람에 세이프가 선언되어 1사 주자 1루 상황이 되면서 상황은 급변하였다. 이후 후속타자 김재걸, 양준혁의 안타가 터지면서 1점을 따라붙었고, 전날 수비 실수를 저질렀던 최형우가 우중간에 떨어지는 2루타를 터뜨렸고, 상대 투수의 폭투를 틈타 또다시 1득점을 올림으로써 점수가 역전되었다.
7회말 두산의 공격에서 이대수가 우익수앞 2루타를 터뜨려 1사 주자 2루 상황에서 후속타자 채상병이 좌중간에 떨어지는 안타를 터뜨려 다시 동점으로 만들었다. 계속해서 동점 상황이 지속되었는데 9회말 1사 주자 1,2루 상황에서 등장한 두산 이종욱은 끝내기안타를 노리고 타격을 시도했으나 투수앞 병살타를 기록하면서 기회를 무산시켰다. 양팀은 물고 물리는 접전을 거듭하며 양팀 불펜진을 총가동하였다.
운명의 14회초 공격에서 삼성은 2사 주자 1,2루 상황에서 타석에 들어선 신명철이 바뀐투수 이용찬을 상대로 좌익수 앞에 떨어지는 2타점 결승 2루타를 터뜨리면서 앞서 나갔고, 신명철은 이날의 히어로가 되었다. 13회말부터 등판한 오승환은 2이닝 무실점으로 승리투수가 되었다.
두산은 선발투수 랜들을 시작으로 김상현, 이혜천, 정재훈, 김명제, 임태훈, 이재우, 금민철, 이용찬이 나와 던졌고, 삼성은 에니스를 시작으로 에니스, 이상목, 차우찬, 조진호, 권혁, 정현욱, 안지만, 오승환이 나오는 등 양팀 통틀어 17명의 투수가 나와 던지는 혈투를 벌였다.

### 3차전
10월 19일 - 대구시민운동장 야구장
| 팀 | 1 | 2 | 3 | 4 | 5 | 6 | 7 | 8 | 9 | R | H  | E | B |
| 두산 베어스                                                                                               | 0 | 0 | 0 | 0 | 1 | 0 | 1 | 0 | 0 | 2 | 13 | 0 | 6 |
| 삼성 라이온즈 ◄                                                                                           | 0 | 0 | 2 | 0 | 0 | 3 | 1 | 0 | X | 6 | 9  | 1 | 3 |
| 승리 투수: 윤성환 패전 투수: 이혜천 세이브: 없음 홀드: 정현욱 홈런: 삼성 – 최형우 (김상현 상대로 6회 3점) |   |   |   |   |   |   |   |   |   |   |    |   |   |

- 3차전 MVP : 삼성 최형우 - 4타수 1안타 3타점 1홈런

양팀 선발투수로 두산은 좌완투수 이혜천을, 삼성은 윤성환을 내세웠다. 양팀이 3회초까지 이렇다할 상황이 없었으나 채상병의 2루타와 이종욱의 내야안타, 오재원의 힛바이 피치드볼로 만들어진 2사 만루의 상황에서 김현수가 유격수앞 땅볼로 물러나면서 삼성에게 분위기가 흘러가기 시작했다. 삼성은 준 플레이오프 3차전에서 갈비뼈에 부상을 당한 박석민의 2타점 적시타로 앞서가면서 분위기를 살렸다.
두산은 5회초 공격에서 오재원이 좌익수 희생플라이를 날려 1점을 만회하였다. 그러나 삼성은 최형우가 6회말부터 구원등판한 김상현으로부터 우월 스리런 홈런을 작렬하면서 순식간에 점수는 5-1이 되었다. 2차전 결승타의 주인공 신명철도 7회말에 2루타 1타점을 기록하였으며 이는 플레이오프 3연속 2루타 기록이 되었다.
삼성 투수 윤성환은 5이닝 동안 1실점, 2탈삼진으로 호투하였으며 모처럼만에 삼성 특유의 '필승계투조' 정현욱, 안지만, 권혁, 오승환이 나란히 등판하면서 승리에 기여했다. 오승환은 안타와 볼넷을 1개씩 허용했으나 무실점으로 막아냈다.
이로써 삼성은 1차전 패배후 2연승하여 플레이오프 전적에서 2승 1패로 역전하였다.

### 4차전
10월 20일 - 대구시민운동장 야구장
| 팀 | 1 | 2 | 3 | 4 | 5 | 6 | 7 | 8 | 9 | R  | H  | E | B |
| 두산 베어스 ◄ | 5 | 1 | 1 | 1 | 1 | 1 | 0 | 0 | 2 | 12 | 21 | 1 | 4 |
| 삼성 라이온즈 | 0 | 1 | 2 | 0 | 0 | 2 | 0 | 0 | 1 | 6  | 9  | 0 | 6 |
| 승리 투수: 정재훈 패전 투수: 이상목 세이브: 없음 홀드: 없음 홈런: 두산 – 홍성흔 (전병호 상대로 4회 1점) 삼성 – 박진만 (김선우 상대로 2회 1점) |   |   |   |   |   |   |   |   |   |    |    |   |   |

- 시구 : 김홍식 (방송인)
- 4차전 MVP : 두산 정재훈 - 3 2/3이닝동안 2자책점 3탈삼진
- 두산 역대 포스트 시즌 11번째 선발 전원안타
- 두산 역대 포스트 시즌 한팀 최다안타 타이기록: 21개
- 양팀 합계 30안타: 역대 포스트 시즌 양팀 최다안타 신기록

역대 포스트 시즌을 통틀어 명승부전중 하나로 남는 경기였다. 이 경기는 처음부터 난타전으로 전개되었는데 삼성 선발투수 이상목은 1회초부터 이종욱, 오재원에게 연속 안타를 내주고 후속타자인 김현수, 김동주에게 잇따라 볼넷을 내주면서 밀어내기를 허용, 1실점을 하였다. 이 후 홍성흔에게 좌익수앞 희생플라이를 허용하며 1실점한 다음 고영민에게 적시타를 허용하고, 2사 상황에서 채상병에게 좌익수앞 2루타를 허용하여 1이닝 동안 사사구 2개와 안타 4개를 내주며 5실점을 기록하며 2회부터 전병호로 교체되는 수모를 당했다.
2회초에도 두산은 2사 주자 1,3루에서 타석에 들어선 홍성흔이 좌익수 앞으로 적시 2루타를 날리며 스코어를 순식간에 6-0으로 벌였으나 2회말 삼성 박진만이 김선우의 공을 좌월 솔로홈런으로 연결시키며 1점을 만회, 6-1이 되었다. 3회말에도 삼성은 양준혁의 우익수 희생플라이와 박석민의 중전 적시타로 2점을 만회하며 따라붙었지만 두산은 6회까지 매이닝마다 1점씩을 득점하는 괴력을 발휘하였다. 3회초에는 무사 주자 1루 상황에서 채상병이 1타점 2루타를 터뜨렸고, 4회초에는 홍성흔이 솔로홈런을 터뜨렸다. 5회초에는 오재원이 중견수앞 적시타를 터뜨렸고, 6회에는 다시 채상병이 1사 주자 만루 상황에서 우전 적시타를 터뜨림으로써 순식간에 스코어는 10-3이 되었다.
6회말 삼성은 박한이의 희생타와 양준혁의 적시타로 다시 2점을 득점하여 10-5로 추격하였지만 9회초 두산이 이종욱, 오재원, 김현수가 잇따라 안타를 터뜨리며 점수가 다시 12-5로 벌어졌다. 특히 김현수는 2사 주자 1,3루 상황에서 상대투수 조진호의 공을 통타, 좌월 2루타를 터뜨림으로써 살아났다.
9회말 마지막 공격에서 삼성은 대타 채태인의 우전안타로 1점을 만회했지만 후속타자의 타선 불발로 더 이상 득점하지 못하면서 12-6으로 두산이 승리하며 경기가 끝났다. 이로써 양팀 전적은 똑같이 2승 2패로 균형을 이루었다. 두산은 그동안 무안타에 그치던 김동주, 홍성흔, 김현수가 차례로 살아나면서 선발 전원안타를 기록하였다.

### 5차전
10월 21일 - 대구시민운동장 야구장
| 팀 | 1 | 2 | 3 | 4 | 5 | 6 | 7 | 8 | 9 | R | H  | E | B |
| 두산 베어스 ◄ | 2 | 0 | 1 | 0 | 3 | 0 | 0 | 0 | 0 | 6 | 11 | 0 | 3 |
| 삼성 라이온즈 | 0 | 2 | 0 | 0 | 0 | 0 | 2 | 0 | 0 | 4 | 14 | 1 | 5 |
| 승리 투수: 랜들 패전 투수: 배영수 세이브: 임태훈 홀드: 이재우 홈런: 두산 – 김현수 (배영수 상대로 3회 1점), 김동주 (안지만 상대로 5회 2점) 삼성 – 박진만, 진갑용 (이상 맷 랜들 상대로 2회 1점) |   |   |   |   |   |   |   |   |   |   |    |   |   |

- 시구 : 안정화 (2008 베이징올림픽 핸드볼 동메달리스트)
- 5차전 MVP : 두산 김현수 - 5타수 3안타 2타점 1홈런
- 삼성 역대 포스트 시즌 16번째 백투백 홈런: 2회 박진만, 진갑용
- 양준혁 포스트 시즌 개인통산 62안타 기록

양팀 선발투수로 두산은 2차전 선발이었던 맷 랜들을, 삼성은 배영수를 각각 내세웠다. 그러나 1회초부터 두산이 상대 실책에 편승하여 2점을 선취하였다. 삼성 내야진이 오재원의 땅볼을 3루수앞 라인을 넘지 않을줄 알고 잡지 않았는데 공이 3루수 앞에서 멈추면서 내야 안타가 나왔고, 2사 1,2루 상황에서 고영민의 땅볼을 삼성 김재걸이 제대로 잡지 못하는 바람에 주자 2명이 모두 홈으로 들어오면서 2점을 내주고, 실책을 범한 것이다.
삼성은 2회말 포스트 시즌 통산 16호 백투백홈런으로 동점을 만들었다. 2회말 선두 타자 박진만과 진갑용이 똑같이 왼쪽 담장을 넘기는 홈런을 날려 순식간에 승부를 원점으로 되돌린 것이다. 그러나 두산은 3회초 2사 상황에서 김현수의 우월 1점 홈런이 터져 다시 3-2로 앞섰다. 5회에도 2사 2루에서 김현수의 1타점 적시타에 이어 김동주가 투런 홈런을 터뜨려 6-2로 달아났다.
삼성은 7회 선두 김재걸의 안타와 박한이의 볼넷에 이어 신명철의 2루타가 터져 1점을 추격했다. 다시 양준혁의 희생플라이로 1점을 보탠 삼성은 4-6까지 따라붙었다. 그러나 볼넷 2개를 골라내 만든 2사 만루 상황에서 진갑용의 타구가 두산 중견수 이종욱의 다이빙 캐치에 잡히면서 추가 득점에 실패했다. 9회말에도 선두 박석민의 안타와 최형우의 볼넷으로 만든 무사 1,2루 상황을 만들었지만 이재우 대신 올라온 임태훈의 호투에 더이상의 반격을 하지 못하고 끝났다.
이로써 상대 전적은 3승 2패로 두산이 재역전에 성공하였으며 삼성은 6차전을 반드시 이겨야만 하는 상황에 몰렸다.

### 6차전
10월 23일 - 서울종합운동장 야구장
| 팀                                                            | 1 | 2 | 3 | 4 | 5 | 6 | 7 | 8 | 9 | R | H | E | B |
| 삼성 라이온즈                                                 | 0 | 0 | 0 | 1 | 1 | 0 | 0 | 0 | 0 | 2 | 4 | 1 | 6 |
| 두산 베어스 ◄                                                 | 2 | 0 | 0 | 2 | 0 | 0 | 0 | 1 | X | 5 | 8 | 1 | 8 |
| 승리 투수: 정재훈 패전 투수: 윤성환 세이브: 이재우 홀드: 없음 |   |   |   |   |   |   |   |   |   |   |   |   |   |

- 애국가 : 소녀시대
- 시구 : 가수 장윤정
- 플레이오프 MVP : 두산 이종욱 타율 0.517
- 6차전 MVP : 두산 이혜천 - 4 2/3이닝동안 2자책점 6탈삼진

삼성으로서는 6차전을 내주면 모든 것이 끝나기 때문에 불펜을 총동원해야 하는 상황이었고 마침 두산의 선발투수가 좌완투수 이혜천이었기 때문에 타선에 변화를 줬다. 스타팅 라인업에 양준혁이 빠진 것이다. 양준혁이 빠진 자리에는 박석민이 지명타자로, 1루수에 채태인이 배치되었다. 그리고 선발투수로 당초에 존 에니스가 나올 계획이었으나 에니스가 부상 때문에 출전하지 못하게 되자 당초 7차전이 열릴 경우 선발 등판할 예정이던 윤성환이 나오게 되었다. 삼성 선동열 감독으로서는 윤성환이 3차전때 호투했기 때문에 이에 대한 기대가 컸던 것이다.
그러나 1회초부터 삼성 윤성환은 흔들리기 시작했다. 이종욱에게 안타를, 오재원에게 2루타를 내주면서 무사 2,3루로 몰린 상황에서 김현수에게 중견수 희생플라이를 내주며 1점을 내주더니 김동주에게 볼넷을, 홍성흔에게는 헬멧을 맞추는 힛바이 피치드볼을 내주며 1사 만루 상황을 만들더니 고영민에게 유격수 희생플라이를 내주며 2점을 실점하였다. 반면 두산 선발투수 이혜천은 첫타자 박한이를 3구 삼진으로 잡아내는등 호투하였다. 윤성환은 2회초 이종욱 타석때 좌완투수 차우찬으로 교체되었다.
3회초부터 잠실 야구장에는 폭우가 쏟아졌고 급기야 3회말 두산 김현수 타석 때부터 51분간 경기가 중단되었다. 그러나 너무 많은 폭우로 내야에 물이 잔뜩 차서 구장 관리직원들이 스폰지로 물을 빨아들여 짜내는 작업을 반복했는데 이때 경기를 중계하던 각 방송사의 캐스터 해설 위원들은 이구동성으로 "올림픽 야구 금메달을 따낸 나라의 구장이 이렇게 열악할 수 있습니까. 돔구장이 하루 빨리 건립되어야 합니다." 또는 "미국 메이저 리그나 베이징 우커송 야구장에서도 우천시에 내야 전체를 덮을 수 있는 방수막으로 내야를 덮었는데, 우리는 아직 이런 게 없다는 게 안타깝습니다."라며 안타까워했다. 실제로 비가 그친 후에는 삼성 투수 안지만이 두산 고영민에게 계속되는 견제를 던졌고, 이에 고영민이 1루로 헤드퍼스트 슬라이딩을 반복하게 되어 고영민의 유니폼이 흙탕물로 물드는등 구장 상태가 매우 좋지 않았다.
비가 그친 후 다시 경기가 속개되었고, 삼성은 김현수를 우익수 플라이로 잡은 후 투수를 정현욱으로 교체하였다. 그러나 정현욱마저 안타와 힛바이 피치드볼을 내주면서 투수는 권혁으로 교체되었다. 그러나 이종욱에게 좌전 적시타를 맞으며 다시 1점을 내줬고, 김동주에게 밀어내기 볼넷을 허용하고 안지만으로 교체되었다. 다행히 안지만은 3 1/3이닝 동안 무실점으로 호투하였다.
삼성도 4회초 1사 2,3루 상황에서 박진만의 희생타로 1점을, 5회초 2사 1,2루 상황에서 박석민의 우중간 적시타로 1점을 뽑으며 추격했다. 이 상황에서 두산은 좌완투수 이혜천을 내리고 정재훈을 올렸고, 이에 삼성은 포수 진갑용 대신 양준혁을 대타로 내보내는 초강수를 두었다. 그러나 양준혁은 정재훈에게 체크스윙 삼진을 당하며 물러났고, 강봉규 대신 좌익수로 투입되었다. 진갑용이 빠진 포수 자리에는 현재윤이 대신 투입되었다.
이후 양팀 투수 정재훈과 안지만은 무실점으로 호투하였으나, 안지만 대신 들어온 투수 조진호는 이대수에게 3루수앞 내야안타를 허용하며 물러났지만 후속투수 전병호가 이종욱에게 투수앞 희생번트를 허용하면서 1자책점을 기록하였다. 7회초부터 투입된 이재우는 무실점으로 호투하였고 9회초 마지막 타자 김재걸을 투수앞 땅볼로 처리하면서 1세이브를 챙겼다.
플레이오프 MVP는 두산의 이종욱이 차지하였다. 이종욱은 플레이오프 6경기에서 타율 0.517, 도루 3개를 기록하였다.

## 한국시리즈
2008 삼성 PAVV 프로야구 한국시리즈는 10월 26일부터 10월 31일까지 열렸다. 정규시즌 1위팀 SK 와이번스가 플레이오프 승리팀 두산 베어스를 시리즈전적 4승 1패로 누르고 2007년에 이어 한국시리즈 2연패를 차지하였다. SK 와이번스의 최정 선수가 최연소로 MVP를 차지했다.

## 중계 일정

### TV 중계

#### 준플레이오프
1차전 (10월 8일)
- MBC ESPN, KBS N 스포츠, Xports

2차전 (10월 9일)
- MBC ESPN, KBS N 스포츠, Xports

3차전 (10월 11일)
- MBC

#### 플레이오프
1차전 (10월 16일)
- SBS

2차전 (10월 17일)
- MBC ESPN, KBS N 스포츠, SBS 스포츠, Xports

3차전 (10월 19일)
- KBS1

4차전 (10월 20일)
- SBS

5차전 (10월 21일)
- MBC

6차전 (10월 23일)
- KBS2

## 같이 보기
- 2008년 대한민국 프로 야구